# Petr Mišoň
Petr Mišoň (* 24. ledna 1937 Praha) byl český a československý biolog, politik Československé strany socialistické, po sametové revoluci místopředseda vlády České socialistické republiky.

## Biografie
Vystudoval Přírodovědeckou fakultu Univerzity Karlovy. V letech 1960-1965 pracoval v ZÚNZ UP a OÚNZ Karlovy Vary v oboru mikrobiologie a biochemie. V roce 1985 pracoval ve Výzkumném ústavu tuberkulózy a respiračních nemocí v Praze na Bulovce, od roku 1986 byl zaměstnancem Výzkumného ústavu pro vědeckotechnický rozvoj jako vědecký pracovník. Publikoval cca 100 odborných studií a článků. Angažoval se i politicky. Od roku 1958 byl členem Československé strany socialistické, v níž zastával funkce na různých úrovní, včetně předsedy městské organizace ČSS v Praze. Byl poslancem pražského národního výboru.
V listopadu 1989 se jako předseda ČSS v Praze podílel na demonstracích na Václavském náměstí. V prosinci 1989 byl jmenován členem české vlády Františka Pitry a Petra Pitharta jako její místopředseda. Vládní funkci si udržel do konce funkčního období kabinetu v červnu 1990.
V komunálních volbách roku 1994 neúspěšně kandidoval do zastupitelstva hlavního města Prahy a městské části Praha 4 za Československou stranu socialistickou.